# Marian Zawora
 Marian Zawora  (ur. 11 grudnia 1940 w Hancewiczach w powiecie Baranowicze, zm. w 20 lutego 2019 w Stargardzie) – pułkownik Wojska Polskiego, kwatermistrz – zastępca dowódcy 9 pułku zmechanizowanego (1958–1991).

## Życiorys
Marian Zawora syn Władysława urodził się 11 grudnia 1940 Hancewiczach w powiecie Baranowiczach. Zamieszkał po wojnie z rodziną w Lipianach. W 1958 ukończył Liceum Ogólnokształcące w Lipianach, po czym podjął studia w Oficerskiej Szkole Wojsk Pancernych w Poznaniu. W 1961, po ukończeniu szkoły został służbowo skierowany do Stargardu Szczecińskiego na stanowisko dowódcy plutonu, a następnie dowódcy kompanii 9 pułku zmechanizowanego, gdzie pełnił służbę przez 30 lat na kolejno różnych stanowiskach w pionie technicznym do szefa służb technicznych, po czym zastępcy dowódcy 9 pułku zmechanizowanego ds. technicznych. 27 maja 1991 zakończył zawodową służbę wojskową w stopniu podpułkownika i został przeniesiony w stan spoczynku. 
Na emeryturze udzielał się społecznie jako emeryt. Był także radnym miejskim. Współpracując z Policją i LOK-iem zorganizował i prowadził Ośrodek Egzaminowania Rowerzystów i Motorowerzystów. Uczestniczył w organizowaniu i przebiegu eliminacji konkursu na szczeblu powiatowym z zasad bezpieczeństwa ruchu drogowego. W 1999 wstąpił do Związku Żołnierzy Wojska Polskiego będąc w Kole Nr 19 członkiem zarządu. Należał także od 1999 do Związku Inwalidów Wojennych RP pełniąc funkcję wiceprezesa zarządu Oddział w Stargardzie. 11 listopada 2002 minister obrony narodowej Jerzy Szmajdziński awansował go do stopnia pułkownika. 
Marian Zawora zmarł 20 lutego 2019 w Stargardzie w wieku 79 lat, został pochowany 25 lutego 2019 na cmentarzu komunalnym Giżynek Stargard. Oprawę uroczystości zapewniła wojskowa asysta honorowa, kompania honorowa, kapelan z Marynarki Wojennej oraz oddano salwę. Słowo pożegnalne odczytał prezes Oddziału ZIW RP płk Eugeniusz Ankutowicz. Miał żonę Krystynę i synów.

## Awanse
- podporucznik – 1961[1]

(...)
- podpułkownik – ?

 Awanse w stanie spoczynku 
- pułkownik – 2002[1]

## Ordery i odznaczenia[1]
- Krzyż Kawalerski Orderu Odrodzenia Polski
- Złoty Krzyż Zasługi
- Złoty Medal „Siły Zbrojne w Służbie Ojczyzny”

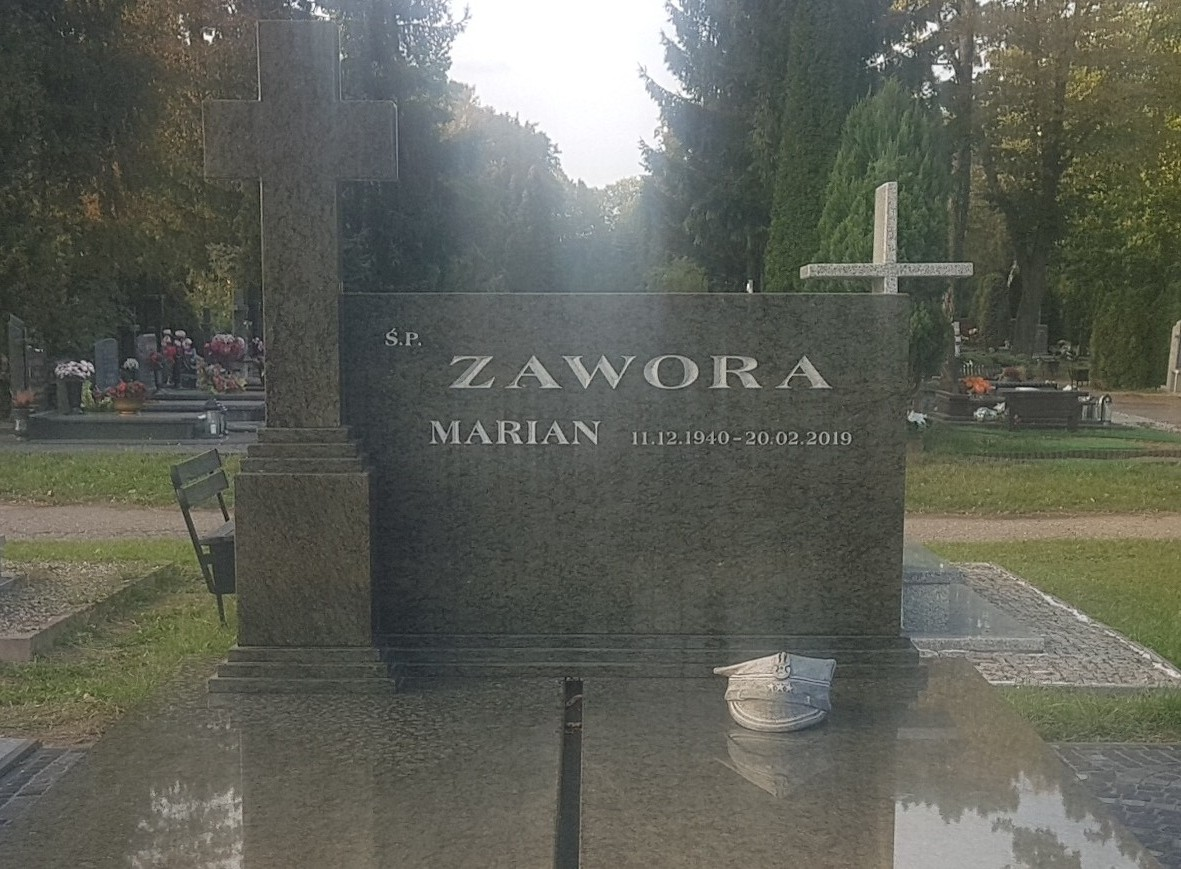
Grób płk Mariana Zawory (04.10.2023)

- Srebrny Medal „Siły Zbrojne w Służbie Ojczyzny”
- Brązowy Medal „Siły Zbrojne w Służbie Ojczyzny”
- Złoty Medal „Za zasługi dla obronności kraju”
- Srebrny Medal „Za zasługi dla obronności kraju”
- Brązowy Medal „Za zasługi dla obronności kraju”
- Medal „Za Zasługi dla Ligi Obrony Kraju”
- Odznaka Honorowa Gryfa Pomorskiego
- Złota Odznaka honorowa „Za zasługi dla Związku Inwalidów Wojennych RP”
- Srebrna Odznaka honorowa „Za zasługi dla Związku Inwalidów Wojennych RP”

i inne